# Architecture de réseau
 (juin 2012).
Si vous disposez d'ouvrages ou d'articles de référence ou si vous connaissez des sites web de qualité traitant du thème abordé ici, merci de compléter l'article en donnant les références utiles à sa vérifiabilité et en les liant à la section « Notes et références ».
L'architecture de réseau est l'organisation d'équipements de transmission, de logiciels, de protocoles de communication et d'infrastructure filaire ou radioélectrique permettant la transmission des données entre les différents composants.

## Topologie
D'un point de vue topologique, l'architecture peut avoir la forme d'une étoile, d'un segment linéaire ou bus, d'un anneau ou d'un maillage. 
D'un point de vue typologique, l'architecture est respectivement qualifiée de réseau local (en anglais,  LAN  ou Local Area Network), de réseau métropolitain (en anglais, MAN ou Metropolitan Area Network) et de réseau étendu (en anglais, WAN ou Wide Area Network) lorsque le réseau s'étend sur un périmètre local (< 1 km) , métropolitain (< 100 km) et longue distance (> 100 km). 